# NOROSHI (お笑い)
NOROSHI（のろし）は、大学芸会と吉本興業が開催する、大学のお笑いサークルによる団体戦イベント。
漫才・コント・ピンの3種目でチームを編成する。優勝賞金として30万円・副賞として吉本総合芸能学院特待入学（無償入学）権が贈られる。決勝は毎年3月に行われる。

## 開催歴
2015年、大学芸会団体戦より分離され、吉本興業関与のもと大会が創始された。

### 決勝戦概要
| 年          | 会場              | MC           |
| ----------- | ----------------- | ------------ |
| 2015 - 2019 | ルミネtheよしもと | ジャルジャル |
| 2020・2021  | 決勝戦不開催      | 決勝戦不開催 |
| 2022 - 2023 | ルミネtheよしもと | ジャルジャル |
| 2024        | 日経ホール        | はりけ～んず |
| 2025        | セシオン杉並      | 世間知らズ   |

## 歴代入賞者
| 年     | 優勝                                                                                          | 入賞 | 決勝審査員                                                                           | 出典                                         |
| ------ | --------------------------------------------------------------------------------------------- | --- | ------------------------------------------------------------------------------------ | -------------------------------------------- |
| 2015年 | 早稲田大学お笑い工房LUDO 「ありがとう」 （まんぷくユナイテッド、幹事長ヨシヒロ、Gパンパンダ） | - 準優勝：日本大学文理学部落語研究会「チーム跳び蹴り」 （フランスピアノ、ティーチャー先生、マラソンズ） - 審査員賞：早稲田大学お笑い工房LUDO「チームテキサス」 （シャトルスーツ、柔くん、マカロン高橋） | - 遠藤敬（放送作家） - 大谷重雄 - 内田弦                                             | [ 2 ]                                        |
| 2016年 | 創価大学落語研究会 「チーム赤組」 （タクラマカンオーケストラ、シンジ、ポケットキャンディ）    | - 準優勝：一橋大学お笑いサークルIOK「チームノイフランク」 （Mr.潜水艦、なかるてぃん、ラジコラン29号） - 審査員賞：早稲田大学お笑い工房LUDO「JAPAN 4EVER」 （戦闘種族、なまちゃん、ビューティーズ） - WEGO賞：慶応義塾大学お笑い道場O-keis「脱亜論」 （我が闘争、蘇りし帝国軍人、Give me chocolate）                 | —                                                                                    | [ 3 ]                                        |
| 2017年 | 早稲田大学お笑い工房LUDO 「チーム世界湯」 （マグナム、トゥークン、ターミネーター）            | - 準優勝：創価大学落語研究会「チーム赤組」 （キマイラ、キストーク、エンプクジタユト） - 審査員賞：国際基督教大学お笑い研究会「ヌー」 （蛇いちご、ぽにょはら、パティポピンズ） | —                                                                                    | [ 4 ] [ 5 ]                                  |
| 2018年 | 上智大学お笑いサークルSCS 「オデッセイ」 （ラランド、マザーハッカー金澤、ひずみ）             | - 準優勝：早稲田大学お笑い工房LUDO「チームお年玉」 （秋葉原、ダダダダンス、ジャングルはしたく) - 審査員賞：慶応義塾大学お笑い道場O-keis「幸福」 （キャラメルアンセム、ももも、紳士淑女） | —                                                                                    | [ 6 ] [ 7 ]                                  |
| 2019年 | 日本大学生物資源科学部落語研究会 「ガニ股ガニ」 （1500m、シャワーカーテニスト、おまねき）     | - 準優勝：東京大学落語研究会「チームばぢぼだず」 （忠犬立ハチ高、右手でグーパンチ、ずぃーしょっく） - 審査員賞：早稲田大学お笑い工房LUDO「チームオリエント」 （待機児童、ふるっふーふるっふー、変化する毎日） | —                                                                                    | [ 8 ] [ 9 ]                                  |
| 2020年 | 新型コロナウイルス感染症拡大により決勝戦中止                                                  | 新型コロナウイルス感染症拡大により決勝戦中止 | 新型コロナウイルス感染症拡大により決勝戦中止                                         | 新型コロナウイルス感染症拡大により決勝戦中止 |
| 2021年 | 新型コロナウイルス感染症拡大により開催中止                                                    | 新型コロナウイルス感染症拡大により開催中止 | 新型コロナウイルス感染症拡大により開催中止                                           | 新型コロナウイルス感染症拡大により開催中止   |
| 2022年 | 法政大学お笑いサークルHOS 「チームザリガニ＆とうもろこし」 （現代仏具、坊屋、海老車）         | - 準優勝：早稲田大学お笑い工房LUDO「チームケベック」 （青御前、惹女香花、あなごんち） - 審査員賞：日本大学文理学部落語研究会「チーム台北」 （エシャロット、おさる、ナイスバディ） | - 竹若元博（バッファロー吾郎） - お〜い!久馬（ザ・プラン9） - 遠藤敬（放送作家）     | [ 10 ] [ 11 ]                                |
| 2023年 | 慶應義塾大学お笑い道場O-keis 「チーム空島」 （モザンレーション、半谷守備職人、祝詞）          | - 準優勝：一橋大学お笑いサークルIOK「チーム水彩フォーマルハウト」 （インサイド、黒木朝昼夜、黄巾の乱） - 審査員賞：法政大学お笑いサークルHOS「チーム兄貴感謝」 （海ほたる、福来る、虎ノ門） | - 竹若元博（バッファロー吾郎） - 久保田かずのぶ（とろサーモン） - 遠藤敬（放送作家） | [ 12 ] [ 13 ] [ 14 ]                         |
| 2024年 | 早稲田大学お笑い工房LUDO 「チームメリーランド」 （放電、友田オレ、破壊ありがとう）            | - 準優勝：同志社大学喜劇研究会「祖母の歴史」 （ドルフィンみさき、オールブルーあぶこ、DOG） - 3位：上智大学お笑いサークルSCS「チームガガガ」 （カウチポテチ、布ちゃん、ツクヨミ） - 審査員賞：東京大学落語研究会「チームカントリー牧場」 （五街道、catch 郡司 if you can、コント集団ナナペーハー）                   | - お〜い!久馬（ザ・プラン9） - 吉田大吾（POISON GIRL BAND） - おしみんまる           |                                              |
| 2025年 | 日本大学経商法落語研究会 「チーム消防車」 （ノコノコみさき、カラスみず、オスメス）            | - 準優勝：早稲田大学お笑い工房LUDO「チームコネチカット」 （ストロングブルジュニア、ギュインギュイン、煉炭貴族） - 3位：慶應義塾大学お笑い道場O-keis「チームデブ」 （ドラゴンレッド、伊藤真剣ピーナツ、黄金世代） - 審査員賞：一橋大学お笑いサークルIOK「チーム軽屋カミュ」 （武爆々、スマッシュ岡本、かろやか飛脚） | - お〜い!久馬（ザ・プラン9） - ヒューマン中村 - 川瀬名人（ゆにばーす）               |                                              |

## 上記入賞者以外の出場経験者
- 野上大貴 2015年決勝進出[15]
- ペコリーノ 2016年、2017年決勝進出[16]
- アンゴラ村長（にゃんこスター）2017年決勝進出[1]
- 櫻井（シノブ） 2018年決勝進出[17]
- テキセツの街 2018年、2019年決勝進出
- レインマンズ 2019年、2020年決勝進出
- ハチカイ 2019年、2020年決勝進出
- 吉原怜那（ダウ90000） 2022年決勝進出
- ナユタ 2024年決勝進出
- 小池良介 2025年敗者復活戦進出
- 令和ロマン[18]
- ヤス（ナイチンゲールダンス）[18]
- シンクロニシティ
- 可児正
- 十九人